# Hiéromnémé
Dans la mythologie grecque, Hiéromnémé est la fille du dieu fleuve Simoïs. Selon Apollodore, elle est l'épouse d'Assaracos et la mère de Capys, et donc la bisaïeule d'Énée ; Denys d'Halicarnasse en revanche, elle est la belle-fille d'Assaracos et l'épouse de Capys (et donc grand-mère d'Énée). 

## Étymologie
Hiéromnémé, en grec ancien Ἱερομνήμη, signifie « mémoire des rites sacrés », de hieros et mnêma.

## Sources
- Pseudo-Apollodore, Bibliothèque [détail des éditions] [lire en ligne] (III, 12, 2).
- Denys d'Halicarnasse, Antiquités romaines [détail des éditions] [lire en ligne]I, 62, 2.